# Liga das Nações da UEFA C de 2022–23
A Liga das Nações da UEFA C de 2022–23 é a terceira divisão da edição 2022–23 da Liga das Nações da UEFA, a terceira temporada da competição internacional de futebol envolvendo as seleções masculinas das 55 federações membros da UEFA.

## Formato
A Liga C consiste nos melhores classificados entre 33º a 48º na classificação geral da Liga das Nações da UEFA de 2020–21, sendo estes divididos em quatro grupos de quatro. Cada equipe jogará seis partidas dentro de seu grupo, usando o formato de partidas em casa e fora em junho e setembro de 2022. Os vencedores de cada grupo serão promovidos para a Liga das Nações da UEFA B de 2024–25 e o quarto colocado de cada grupo irá disputar o playoff de rebaixamento.

## Equipes

### Mudanças de equipe
A seguir estão as mudanças de equipe da Liga B da temporada 2020–21:
| Rebaixados da Liga das Nações da UEFA B de 2020–21   | Promovidos da Liga das Nações da UEFA D de 2020–21 |
| ---------------------------------------------------- | -------------------------------------------------- |
| - Bulgária - Irlanda do Norte - Eslováquia - Turquia | - Gibraltar - Ilhas Faroé                          |

| Promovidos para Liga das Nações da UEFA B de 2022–23 | Rebaixados para Liga das Nações da UEFA D de 2022–23 |
| ---------------------------------------------------- | ---------------------------------------------------- |
| - Albânia - Armênia - Montenegro - Eslovênia         | - Estónia - Moldávia                                 |

### Chaveamento
Na lista de acesso de 2022–23, a UEFA classificou as equipes com base na classificação geral da Liga das Nações da UEFA de 2020–21. Os potes para a fase de grupos foram confirmados em 22 de setembro de 2021, e foram baseados na classificação da lista de acesso.
| Seleção          | Rank |
| ---------------- | ---- |
| Turquia          | 33   |
| Eslováquia       | 34   |
| Bulgária         | 35   |
| Irlanda do Norte | 36   |

| Seleção            | Rank |
| ------------------ | ---- |
| Grécia             | 37   |
| Bielorrússia       | 38   |
| Luxemburgo         | 39   |
| Macedônia do Norte | 40   |

| Seleção    | Rank |
| ---------- | ---- |
| Lituânia   | 41   |
| Geórgia    | 42   |
| Azerbaijão | 43   |
| Kosovo     | 44   |

| Seleção     | Rank |
| ----------- | ---- |
| Cazaquistão | 45   |
| Chipre      | 46   |
| Gibraltar   | 47   |
| Ilhas Faroé | 48   |

O sorteio para a fase de grupos ocorreu na sede da UEFA em Nyon na Suíça em 16 de dezembro de 2021.

## Grupos
A lista de partidas foi confirmada pela UEFA em 17 de dezembro de 2021.
Horário das partidas segue o fuso horário UTC+2 (os horários locais, se diferentes, estão entre parênteses).

### Grupo 1
| Pos | Equipe      | Pts | J | V | E | D | GP | GC | SG  | Promovido ou classificado                 |     | Turquia | Luxemburgo | Ilhas Feroe | Lituânia |
| --- | ----------- | --- | - | - | - | - | -- | -- | --- | ----------------------------------------- | --- | ------- | ---------- | ----------- | -------- |
| 1   | Turquia     | 13  | 6 | 4 | 1 | 1 | 18 | 5  | +13 | Promovido à Liga B                        |     | —       | 3–3        | 4–0         | 2–0      |
| 2   | Luxemburgo  | 11  | 6 | 3 | 2 | 1 | 9  | 7  | +2  |                                           |     | 0–2     | —          | 2–2         | 1–0      |
| 3   | Ilhas Faroé | 8   | 6 | 2 | 2 | 2 | 7  | 10 | −3  |                                           | 2–1 | 0–1     | —          | 2–1         |          |
| 4   | Lituânia    | 1   | 6 | 0 | 1 | 5 | 2  | 14 | −12 | Classificação ao play-off de rebaixamento |     | 0–6     | 0–2        | 1–1         | —        |

| 4 de junho de 2022  | Lituânia | 0 – 2     | Luxemburgo      | Estádio LFF, Vilnius      |
| 18:00 19:00 (UTC+3) |          | Relatório | Sinani 44', 78' | Árbitro: ISR David Fuxman |

| 4 de junho de 2022  | Turquia                                               | 4 – 0     | Ilhas Faroé | Estádio Fatih Terim de Başakşehir, Istambul |
| 20:45 21:45 (UTC+3) | Ünder 37' · Dervişoğlu 47' · Dursun 82' · Demiral 85' | Relatório |             | Árbitro: MLT Trustin Farrugia Cann          |

| 7 de junho de 2022  | Ilhas Faroé | 0 – 1     | Luxemburgo          | Tórsvøllur, Tórshavn      |
| 20:45 19:45 (UTC+1) |             | Relatório | Rodrigues 74' (pen) | Árbitro: IRL Rob Hennessy |

| 7 de junho de 2022  | Lituânia | 0 – 6     | Turquia                                                              | Estádio LFF, Vilnius       |
| 20:45 21:45 (UTC+3) |          | Relatório | Sinik 2', 14' · Dursun 56' (pen), 81' · Akgün 89' · Dervişoğlu 90+1' | Árbitro: SRB Novak Simović |

| 11 de junho de 2022 | Ilhas Faroé                        | 2 – 1     | Lituânia   | Tórsvøllur, Tórshavn    |
| 18:00 17:00 (UTC+1) | Davidsen 20' (pen) · Andreasen 45' | Relatório | Černych 6' | Árbitro: CRO Igor Pajac |

| 11 de junho de 2022 | Luxemburgo | 0 – 2     | Turquia                           | Stade de Luxembourg, Luxemburgo             |
| 20:45               |            | Relatório | Çalhanoğlu 37' (pen) · Dursun 76' | Árbitro: POR António Emanuel Carvalho Nobre |

| 14 de junho de 2022 | Luxemburgo                         | 2 – 2     | Ilhas Faroé        | Stade de Luxembourg, Luxemburgo |
| 20:45               | Rodrigues 12' (pen) · Barreiro 49' | Relatório | Bjartalíð 57', 59' | Árbitro: ITA Michael Fabbri     |

| 14 de junho de 2022 | Turquia                          | 2 – 0     | Lituânia | Estádio Gürsel Aksel, Esmirna   |
| 20:45 21:45 (UTC+3) | Ayhan 37' · Çalhanoğlu 54' (pen) | Relatório |          | Árbitro: FRA Stéphanie Frappart |

| 22 de setembro de 2022 | Lituânia   | 1 – 1     | Ilhas Faroé   | Estádio LFF, Vilnius                |
| 20:45 21:45 (UTC+3)    | Slivka 41' | Relatório | Andreasen 22' | Árbitro: ISL Vilhjálmur Þórarinsson |

| 22 de setembro de 2022 | Turquia                                          | 3 – 3     | Luxemburgo                              | Estádio Fatih Terim de Başakşehir, Istambul |
| 20:45 21:45 (UTC+3)    | Ünder 16' (pen) · Chanot 39' (g.c.) · Yüksek 87' | Relatório | Martins 8' · Sinani 37' · Rodrigues 69' | Árbitro: GER Tobias Stieler                 |

| 25 de setembro de 2022 | Ilhas Faroé                   | 2 – 1     | Turquia    | Tórsvøllur, Tórshavn      |
| 20:45 19:45 (UTC+1)    | Davidsen 51' · Edmundsson 59' | Relatório | Gürler 89' | Árbitro: UKR Serhiy Boiko |

| 25 de setembro de 2022 | Luxemburgo    | 1 – 0     | Lituânia | Stade de Luxembourg, Luxemburgo |
| 20:45                  | Rodrigues 88' | Relatório |          | Árbitro: GEO Giorgi Kruashvili  |

### Grupo 2
| Pos | Equipe           | Pts | J | V | E | D | GP | GC | SG | Promovido ou classificado                 |     | Grécia | Kosovo | Irlanda do Norte | Chipre |
| --- | ---------------- | --- | - | - | - | - | -- | -- | -- | ----------------------------------------- | --- | ------ | ------ | ---------------- | ------ |
| 1   | Grécia           | 15  | 6 | 5 | 0 | 1 | 10 | 2  | +8 | Promovido à Liga B                        |     | —      | 2–0    | 3–1              | 3–0    |
| 2   | Kosovo           | 9   | 6 | 3 | 0 | 3 | 11 | 8  | +3 |                                           |     | 0–1    | —      | 3–2              | 5–1    |
| 3   | Irlanda do Norte | 5   | 6 | 1 | 2 | 3 | 7  | 10 | −3 |                                           | 0–1 | 2–1    | —      | 2–2              |        |
| 4   | Chipre           | 5   | 6 | 1 | 2 | 3 | 4  | 12 | −8 | Classificação ao play-off de rebaixamento |     | 1–0    | 0–2    | 0–0              | —      |

| 2 de junho de 2022  | Chipre | 0 – 2     | Kosovo                     | AEK Arena – Georgios Karapatakis, Lárnaca |
| 18:00 19:00 (UTC+3) |        | Relatório | Berisha 65' · Zhegrova 78' | Árbitro: FRA Jérôme Brisard               |

| 2 de junho de 2022  | Irlanda do Norte | 0 – 1     | Grécia        | Windsor Park, Belfast        |
| 20:45 19:45 (UTC+1) |                  | Relatório | Bakasetas 39' | Árbitro: BEL Erik Lambrechts |

| 5 de junho de 2022  | Chipre | 0 – 0     | Irlanda do Norte | AEK Arena – Georgios Karapatakis, Lárnaca |
| 18:00 19:00 (UTC+3) |        | Relatório |                  | Árbitro: ALB Enea Jorgji                  |

| 5 de junho de 2022 | Kosovo | 0 – 1     | Grécia        | Estádio Fadil Vokrri, Pristina |
| 20:45              |        | Relatório | Bakasetas 36' | Árbitro: SCO John Beaton       |

| 9 de junho de 2022 | Kosovo                            | 3 – 2     | Irlanda do Norte         | Estádio Fadil Vokrri, Pristina |
| 20:45              | Muriqi 9' (pen), 52' · Bytyqi 19' | Relatório | Lavery 44' · Ballard 83' | Árbitro: DEN Jakob Kehlet      |

| 9 de junho de 2022  | Grécia                                    | 3 – 0     | Chipre | Estádio Panthessaliko, Vólos |
| 20:45 21:45 (UTC+3) | Bakasetas 8' · Pavlidis 20' · Limnios 48' | Relatório |        | Árbitro: HUN Tamás Bognár    |

| 12 de junho de 2022 | Irlanda do Norte         | 2 – 2     | Chipre             | Windsor Park, Belfast          |
| 15:00 14:00 (UTC+1) | McNair 71' · Evans 90+4' | Relatório | Kakoullis 32', 51' | Árbitro: ESP Ricardo de Burgos |

| 12 de junho de 2022 | Grécia                           | 2 – 0     | Kosovo | Estádio Panthessaliko, Vólos   |
| 20:45 21:45 (UTC+3) | Giakoumakis 71' · Mantalos 90+8' | Relatório |        | Árbitro: AUT Julian Weinberger |

| 24 de setembro de 2022 | Irlanda do Norte           | 2 – 1     | Kosovo     | Windsor Park, Belfast     |
| 18:00 17:00 (UTC+1)    | Whyte 82' · Magennis 90+3' | Relatório | Muriqi 58' | Árbitro: SWE Glenn Nyberg |

| 24 de setembro de 2022 | Chipre      | 1 – 0     | Grécia | AEK Arena – Georgios Karapatakis, Lárnaca |
| 20:45 21:45 (UTC+3)    | Tzionis 18' | Relatório |        | Árbitro: BLR Aleksei Kulbakov             |

| 27 de setembro de 2022 | Kosovo                                                       | 5 – 1     | Chipre      | Estádio Fadil Vokrri, Pristina |
| 20:45                  | Muslija 22' · Rrudhani 45+1' · Rashani 47' · Muriqi 52', 84' | Relatório | Roberge 81' | Árbitro: EST Kristo Tohver     |

| 27 de setembro de 2022 | Grécia                                   | 3 – 1     | Irlanda do Norte | Estádio Georgios Kamaras, Atenas |
| 20:45 21:45 (UTC+3)    | Pelkas 14' · Masouras 55' · Mantalos 80' | Relatório | Lavery 18'       | Árbitro: SVK Filip Glova         |

### Grupo 3
| Pos | Equipe       | Pts | J | V | E | D | GP | GC | SG | Promovido ou classificado                 |     | Cazaquistão | Azerbaijão | Eslováquia | Bielorrússia |
| --- | ------------ | --- | - | - | - | - | -- | -- | -- | ----------------------------------------- | --- | ----------- | ---------- | ---------- | ------------ |
| 1   | Cazaquistão  | 13  | 6 | 4 | 1 | 1 | 8  | 6  | +2 | Promovido à Liga B                        |     | —           | 2–0        | 2–1        | 2–1          |
| 2   | Azerbaijão   | 10  | 6 | 3 | 1 | 2 | 7  | 4  | +3 |                                           |     | 3–0         | —          | 0–1        | 2–0          |
| 3   | Eslováquia   | 7   | 6 | 2 | 1 | 3 | 5  | 6  | −1 |                                           | 0–1 | 1–2         | —          | 1–1        |              |
| 4   | Bielorrússia | 3   | 6 | 0 | 3 | 3 | 3  | 7  | −4 | Classificação ao play-off de rebaixamento |     | 1–1         | 0–0        | 0–1        | —            |

| 3 de junho de 2022  | Cazaquistão       | 2 – 0     | Azerbaijão | Astana Arena, Astana    |
| 16:00 20:00 (UTC+6) | Aymbetov 50', 60' | Relatório |            | Árbitro: HUN István Vad |

| 3 de junho de 2022 | Bielorrússia | 0 – 1     | Eslováquia | Estádio Karađorđe, Novi Sad (Sérvia)       |
| 20:45              |              | Relatório | Suslov 61' | Público: 0 Árbitro: FRA Stéphanie Frappart |

| 6 de junho de 2022 | Bielorrússia | 0 – 0     | Azerbaijão | Estádio Karađorđe, Novi Sad (Sérvia)      |
| 20:45              |              | Relatório |            | Público: 0 Árbitro: SWE Mohammed Al-Hakim |

| 6 de junho de 2022 | Eslováquia | 0 – 1     | Cazaquistão   | Estádio Anton Malatinský, Trnava |
| 20:45              |            | Relatório | Darabayev 26' | Árbitro: EST Kristo Tohver       |

| 10 de junho de 2022 | Azerbaijão | 0 – 1     | Eslováquia | Dalga Arena, Bacu           |
| 18:00 20:00 (UTC+4) |            | Relatório | Weiss 81'  | Árbitro: LTU Donatas Rumšas |

| 10 de junho de 2022 | Bielorrússia  | 1 – 1     | Cazaquistão  | Estádio Karađorđe, Novi Sad (Sérvia)          |
| 20:45               | Malkevich 84' | Relatório | Aymbetov 13' | Público: 0 Árbitro: AUT Manuel Schüttengruber |

| 13 de junho de 2022 | Cazaquistão                  | 2 – 1     | Eslováquia | Astana Arena, Nur-Sultã         |
| 16:00 20:00 (UTC+6) | Vorogovsky 18' · Astanov 39' | Relatório | Bero 51'   | Árbitro: BEL Bram Van Driessche |

| 13 de junho de 2022 | Azerbaijão                   | 2 – 0     | Bielorrússia | Dalga Arena, Bacu                  |
| 18:00 20:00 (UTC+4) | Emreli 76' · Sheydayev 90+3' | Relatório |              | Árbitro: GRE Anastasios Papapetrou |

| 22 de setembro de 2022 | Cazaquistão                    | 2 – 1     | Bielorrússia   | Astana Arena, Astana        |
| 16:00 20:00 (UTC+6)    | Gabyshev 29' · Zaynutdinov 79' | Relatório | Savitsky 45+3' | Árbitro: ROU Horatiu Fesnic |

| 22 de setembro de 2022 | Eslováquia        | 1 – 2     | Azerbaijão                     | Estádio Anton Malatinský, Trnava |
| 20:45                  | Jirka 90+3' (pen) | Relatório | Dadashov 44' · Haghverdi 90+5' | Árbitro: SCO William Collum      |

| 25 de setembro de 2022 | Azerbaijão                                        | 3 – 0     | Cazaquistão | Dalga Arena, Bacu        |
| 18:00 20:00 (UTC+4)    | Marochkin 66' (g.c.) · Ozobić 74' · Nuriyev 90+1' | Relatório |             | Árbitro: GER Harm Osmers |

| 25 de setembro de 2022 | Eslováquia | 1 – 1     | Bielorrússia | TSC Arena, Bačka Topola       |
| 18:00                  | Zreľák 65' | Relatório | Bakhar 45'   | Árbitro: MNE Nikola Dabanović |

### Grupo 4
| Pos | Equipe             | Pts | J | V | E | D | GP | GC | SG  | Promovido ou classificado                 |     | Geórgia | Bulgária | Macedónia do Norte | Gibraltar |
| --- | ------------------ | --- | - | - | - | - | -- | -- | --- | ----------------------------------------- | --- | ------- | -------- | ------------------ | --------- |
| 1   | Geórgia            | 16  | 6 | 5 | 1 | 0 | 16 | 3  | +13 | Promovido à Liga B                        |     | —       | 0–0      | 2–0                | 4–0       |
| 2   | Bulgária           | 9   | 6 | 2 | 3 | 1 | 10 | 8  | +2  |                                           |     | 2–5     | —        | 1–1                | 5–1       |
| 3   | Macedônia do Norte | 7   | 6 | 2 | 1 | 3 | 7  | 7  | 0   |                                           | 0–3 | 0–1     | —        | 4–0                |           |
| 4   | Gibraltar          | 1   | 6 | 0 | 1 | 5 | 3  | 18 | −15 | Classificação ao play-off de rebaixamento |     | 1–2     | 1–1      | 0–2                | —         |

| 2 de junho de 2022  | Bulgária     | 1 – 1     | Macedônia do Norte | Huvepharma Arena, Razgrad    |
| 18:00 19:00 (UTC+3) | Despodov 13' | Relatório | Ristovski 50'      | Árbitro: FRA Jérémie Pignard |

| 2 de junho de 2022  | Geórgia                                                           | 4 – 0     | Gibraltar | Estádio Boris Paichadze, Tiblíssi |
| 18:00 20:00 (UTC+4) | Kvaratskhelia 12' · Kashia 33' · Mikautadze 87' · Qazaishvili 88' | Relatório |           | Árbitro: DEN Morten Krogh         |

| 5 de junho de 2022 | Gibraltar | 0 – 2     | Macedônia do Norte       | Victoria Stadium, Gibraltar |
| 18:00              |           | Relatório | Bardhi 21' · Nikolov 84' | Árbitro: LUX Alain Durieux  |

| 5 de junho de 2022  | Bulgária                 | 2 – 5     | Geórgia                                                                                              | Huvepharma Arena, Razgrad  |
| 20:45 21:45 (UTC+3) | Iliev 50' · Stefanov 83' | Relatório | Davitashvili 4' · A. Hristov 31' (g.c.) · Zivzivadze 52' · Kvaratskhelia 58' (pen) · Qazaishvili 69' | Árbitro: ITA Fabio Maresca |

| 9 de junho de 2022 | Gibraltar        | 1 – 1     | Bulgária      | Victoria Stadium, Gibraltar |
| 20:45              | Walker 61' (pen) | Relatório | Minchev 45+1' | Árbitro: FIN Petri Viljanen |

| 9 de junho de 2022 | Macedônia do Norte | 0 – 3     | Geórgia                                              | Arena Toše Proeski, Escópia   |
| 20:45              |                    | Relatório | Zivzivadze 52' · Kvaratskhelia 62' · Kiteishvili 84' | Árbitro: ISR Roi Reinshreiber |

| 12 de junho de 2022 | Geórgia | 0 – 0     | Bulgária | Estádio Boris Paichadze, Tiblíssi |
| 18:00 20:00 (UTC+4) |         | Relatório |          | Árbitro: NOR Espen Eskås          |

| 12 de junho de 2022 | Macedônia do Norte                                            | 4 – 0     | Gibraltar | Arena Toše Proeski, Escópia  |
| 18:00               | Bardhi 4' · Torrilla 14' (g.c.) · Miovski 16' · Churlinov 31' | Relatório |           | Árbitro: MDA Dumitri Muntean |

| 23 de setembro de 2022 | Geórgia                                | 2 – 0     | Macedônia do Norte | Estádio Boris Paichadze, Tiblíssi |
| 18:00 20:00 (UTC+4)    | Miovski 35' (g.c.) · Kvaratskhelia 64' | Relatório |                    | Árbitro: SVK Ivan Kružliak        |

| 23 de setembro de 2022 | Bulgária                                                           | 5 – 1     | Gibraltar        | Huvepharma Arena, Razgrad |
| 20:45 21:45 (UTC+3)    | Antov 23' · Despodov 36' · Kirilov 52' · Stefanov 55' · Petkov 81' | Relatório | R. Chipolina 26' | Árbitro: CZE Pavel Orel   |

| 26 de setembro de 2022 | Gibraltar    | 1 – 2     | Geórgia                                    | Victoria Stadium, Gibraltar |
| 20:45                  | Annesley 75' | Relatório | Kvaratskhelia 19' (pen) · Tsitaishvili 48' | Árbitro: IRL Rob Harvey     |

| 26 de setembro de 2022 | Macedônia do Norte | 0 – 1     | Bulgária     | Arena Toše Proeski, Escópia    |
| 20:45                  |                    | Relatório | Despodov 50' | Árbitro: AUT Julian Weinberger |

## Playoff de rebaixamento
As seleções que terminarem a fase de grupos em quarto lugar irão participar desta fase para determinar as duas seleções que serão rebaixadas. Esta fase está marcada para ser disputa na mesma data da repescagem para o Campeonato Europeu de Futebol de 2024. Caso uma das seleções classificadas para esta fase também se classifique para disputar a repescagem, esta fase será cancelada e as equipes da Liga C classificadas em 47º e 48º na classificação geral da Liga das Nações serão automaticamente rebaixadas. As disputas foram formadas da seguinte forma, com a seleção melhor colocada jogando a partida de volta em casa.
- Seleção terceira colocada – Seleção quarta colocada

| Equipe 1  | Total | Equipe 2 | 1.º jogo | 2.º jogo |
| --------- | ----- | -------- | -------- | -------- |
| Gibraltar | 0–1   | Lituânia | 0–1      | 24 mar   |

### Jogos
| 21 de março de 2024 | Gibraltar | 0 – 1     | Lituânia  | Estádio Algarve, Faro/Loulé (Portugal) |
| 20:45               |           | Relatório | Kučys 60' | Árbitro: GEO Giorgi Kruashvili         |

| 21 de março de 2024 | Lituânia | –         | Gibraltar | Darius and Girėnas Stadium, Caunas |
| 18:00 (19:00 UTC+3) |          | Relatório |           |                                    |

## Classificação geral
As 16 equipes da Liga C serão classificadas entre 33º à 48º na Liga das Nações da UEFA de 2022–23 de acordo com as seguintes regras:
- As equipes que terminarem em primeiro nos grupos serão classificadas entre 33º à 36º de acordo com os resultados da fase de grupos
- As equipes que terminarem em segundo lugar nos grupos serão classificadas entre 37º à 40º de acordo com os resultados da fase de grupos.
- As equipes que terminarem em terceiro lugar nos grupos serão classificadas entre 41º à 44º de acordo com os resultados da fase de grupos.
- As equipes que terminarem em quarto lugar nos grupos serão classificadas entre 45º à 48º de acordo com os resultados da fase de grupos.

| Pos | Grp | Equipe             | Pts | J | V | E | D | GP | GC | SG  |
| --- | --- | ------------------ | --- | - | - | - | - | -- | -- | --- |
| 33  | 4   | Geórgia            | 16  | 6 | 5 | 1 | 0 | 16 | 3  | +13 |
| 34  | 2   | Grécia             | 15  | 6 | 5 | 0 | 1 | 10 | 2  | +8  |
| 35  | 1   | Turquia            | 13  | 6 | 4 | 1 | 1 | 18 | 5  | +13 |
| 36  | 3   | Cazaquistão        | 13  | 6 | 4 | 1 | 1 | 8  | 6  | +2  |
|     |     |                    |     |   |   |   |   |    |    |     |
| 37  | 1   | Luxemburgo         | 11  | 6 | 3 | 2 | 1 | 9  | 7  | +2  |
| 38  | 3   | Azerbaijão         | 10  | 6 | 3 | 1 | 2 | 7  | 4  | +3  |
| 39  | 2   | Kosovo             | 9   | 6 | 3 | 0 | 3 | 11 | 8  | +3  |
| 40  | 4   | Bulgária           | 9   | 6 | 2 | 3 | 1 | 10 | 8  | +2  |
|     |     |                    |     |   |   |   |   |    |    |     |
| 41  | 1   | Ilhas Faroé        | 8   | 6 | 2 | 2 | 2 | 7  | 10 | −3  |
| 42  | 4   | Macedônia do Norte | 7   | 6 | 2 | 1 | 3 | 7  | 7  | 0   |
| 43  | 3   | Eslováquia         | 7   | 6 | 2 | 1 | 3 | 5  | 6  | −1  |
| 44  | 2   | Irlanda do Norte   | 5   | 6 | 1 | 2 | 3 | 7  | 10 | −3  |
|     |     |                    |     |   |   |   |   |    |    |     |
| 45  | 2   | Chipre             | 5   | 6 | 1 | 2 | 3 | 4  | 12 | −8  |
| 46  | 3   | Bielorrússia       | 3   | 6 | 0 | 3 | 3 | 3  | 7  | −4  |
| 47  | 1   | Lituânia           | 1   | 6 | 0 | 1 | 5 | 2  | 14 | −12 |
| 48  | 4   | Gibraltar          | 1   | 6 | 0 | 1 | 5 | 3  | 18 | −15 |